# کرت لاک‌وود
کرت لاک‌وود (انگلیسی: Kurt Lockwood؛ زاده ۴ ژوئن ۱۹۷۰) بازیگر پورنوگرافی اهل ایالات متحده آمریکا است.